# Dioptría
La dioptría es la unidad que con valores positivos o negativos expresa el poder de refracción de una lente o potencia de la lente y equivale al valor recíproco o inverso de su longitud focal (distancia focal) expresada en metros. El signo '+' (positivo) corresponde a las lentes convergentes, y el '–' (negativo) a las divergentes.
La cantidad de dioptrías necesarias para corregir un problema de visión específico depende de la naturaleza y la gravedad del problema. Un optometrista u oftalmólogo realiza un examen de la vista para determinar la cantidad exacta de dioptrías requerida para corregir la visión de una persona y prescribe las gafas o lentes de contacto adecuados en consecuencia.

## Historia

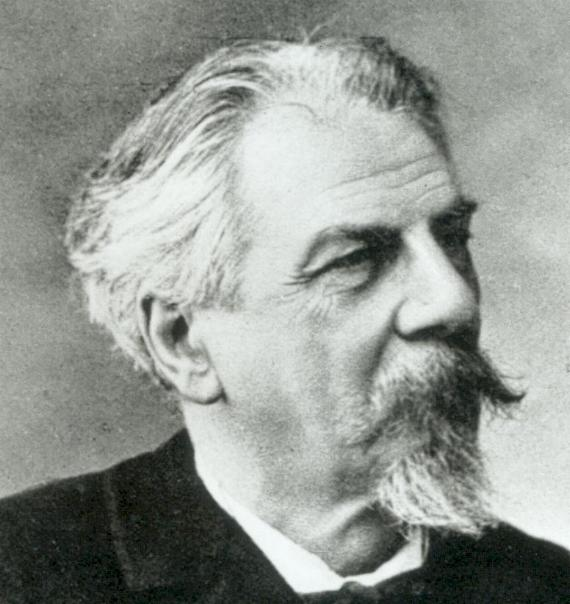
Oftalmólogo francés Ferdinand Monoyer

En 1872 el oftalmólogo francés Ferdinand Monoyer estableció el término dioptría como una lente cuya distancia focal es de un metro. Dicha unidad de medida como unidad de difracción tuvo su discusión en el Congreso Mundial de Oftalmología celebrado en Londres en 1872, sin embargo, no tuvo aceptación.
Es a partir la publicación en la revista Annales d'Oculistiques y titulado «Sur l'introduction du système métrique dans le numérotage des verres de lunettes et sur le choix d'une unité de réfraction» que se divulga ese mismo año y en 1875, el Congreso de Oftalmología de Bruselas adoptaba la dioptría como unidad internacional de refracción en óptica media, la cual ahora es una norma actual.

## Fórmulas matemáticas
Una lente cuya longitud focal sea de 1 metro, tendrá una potencia de +1 dioptría y una lente de +2 dioptrías es una lente convergente de distancia focal igual a 0,5 metros [P(Dp)= 1/F ; +2Dp(m)= 1/F ; F= 1/2m ; F= 0,5m].
Se define a la potencia de un espejo como su capacidad para hacer converger, si es un espejo cóncavo (o su capacidad para hacer parecer que divergen si es convexo), a (desde) un punto los rayos que inciden paralelos. Si estos, a su vez, son paralelos al eje principal, pasarán por el foco principal; si no es así, lo harán pasando por un foco secundario.
De esta manera, es viable medir la potencia de los espejos como la recíproca de la posición focal que, si viene medida en metros, se medirá en dioptrías.
Para una lente delgada, con dos radios de curvatura, la potencia en dioptrías puede calcularse a partir de la siguiente fórmula:
{\displaystyle P={\frac {1}{f}}=(n-1)\left({\frac {1}{R_{2}}}-{\frac {1}{R_{1}}}\right)}
Donde:
- P: Representa la potencia de la lente en dioptrías (m-1)
- f: Longitud focal en metros
- n: Es el índice de refracción del material (por lo general el aire es = 1,0003 y no ha sido tenido en cuenta en esta expresión)

R1 y R2: Denotan los radios de curvatura de la lente correspondiendo R1 al lado izquierdo de la lente y R2 al lado derecho siendo su signo determinado por el criterio general de signos en óptica: positivo si el centro de curvatura de la superficie reside a la derecha y negativo si el centro de curvatura se sitúa a la izquierda de la superficie.
Esta fórmula se deduce fácilmente a partir de la ecuación de un dioptrio, una superficie esférica refractora, aplicada sobre dos superficies y en la aproximación paraxial de ángulos pequeños. 
Se tienen tres materiales con índices de refracción na, nb, nc separados por superficies esféricas. Tomamos na=1 al haber aire en un extremo de la lente y nc=1 al haber aire en el otro extremo. La superficie de la lente tiene un radio exterior R1 y radio interior R2, donde el radio interior es mayor que exterior. Luego:
{\displaystyle {\frac {n_{a}}{S_{1}}}-{\frac {n_{b}}{s_{1}}}={\frac {n_{b}-n_{a}}{R_{1}}}}
{\displaystyle {\frac {n_{b}}{S_{2}}}-{\frac {n_{c}}{s_{2}}}={\frac {n_{c}-n_{b}}{R_{2}}}}
Aplicando na=1, nc=1 y que s1=-S2 entonces:
{\displaystyle {\frac {1}{S_{1}}}+{\frac {n_{b}}{s_{1}}}={\frac {n_{b}-1}{R_{1}}}}
{\displaystyle -{\frac {n_{b}}{s_{1}}}+{\frac {1}{s_{2}}}={\frac {1-n_{b}}{R_{2}}}}
Sumando estas dos ecuaciones nos queda:
{\displaystyle {\frac {1}{S_{1}}}+{\frac {n_{b}}{s_{1}}}-{\frac {n_{b}}{s_{1}}}+{\frac {1}{s_{2}}}={\frac {n_{b}-1}{R_{1}}}+{\frac {-(n_{b}-1)}{R_{2}}}}
{\displaystyle {\frac {1}{S_{1}}}+{\frac {1}{s_{2}}}={\frac {n_{b}-1}{R_{1}}}+{\frac {-(n_{b}-1)}{R_{2}}}=(n_{b}-1)\left({\frac {1}{R_{2}}}-{\frac {1}{R_{1}}}\right)}